# Todo tecno
Todo tecno es un programa de televisión sobre ciencia y tecnología emitido por TV Perú.

## Historia
El programa fue creado el 20 de abril de 2021 en la segunda ola de la pandemia de COVID-19.

## Formato
La conductora del programa presenta cambios y evoluciones tecnológicas en la vida de las personas, luego, presentan testigos de personas en relación con el tema. Luego presenta el TOP 5 de los temas en referencia, También la conductora entrevista a grandes profesionales en tecnologías que dan consejos para un mejor uso de la tecnología. Al final del programa la conductora nos enseña algunos trucos. 

### Naomi
Es una asistente virtual que ayudará a la conductora a presentar contenidos relacionado con la tecnología.

### Bloque Todo Gamer
Es un bloque sobre actividades de juegos virtuales y de gamers que participan en grandes torneos de competencias, luego entrevistan a grandes expertos del mundo gamer.

## Conductores
- Mirta Ibáñez (2021-presente)[3]
- Fátima Saldonid (2021-presente)[3]